# 密勒法 (金屬精煉)
密勒法（英語：Miller process），是一種把黃金精煉至純度達99.5%、以大規模工廠方式處理的化學工業工程，由英國試金分析專家法蘭西斯·保耶·米勒（Francis Bowyer Miller）於悉尼造幣廠研究除去金幣所含的銀金屬時發明，並在1867年於倫敦取得專利。密勒法的原理在於把純氯氣注入到盛載着已融化但不純正黃金的坩堝之中。金熔成顆粒前要先經加熱到熔點，才被放到坩堝內。在注入氯氣的過程中，黃金因為幾乎所有的化學元素都在黃金生成氯化物之前氯化而被純化。其後那些化學元素，即銀和其他有色金屬如銅、鉛、鋅生成的氯化物會以鹽的形態被移走。而這些鹽不能夠熔解於融掉了的黃金當中。當除去杂质後（可透過觀察火焰燃燒時改變的顏色，從而得知雜質是否已除去；黃金氯化物形成之際，火焰會變成紫色），技術員拿走黃金，並且將之加工成為貨品或用作其他用途。通常黃金經過密勒法的精煉，便能令其純度提升至99.95%。然而相比一般採用的其他工業精煉方法 - 沃爾威爾法（Wohlwill process）而言，密勒法所精煉的黃金成品純度較低。沃爾威爾法能把黃金的純度提高至99.999%。
另外，沃爾威爾法亦是常用來製作對純度具精確標準、供電子學工作與製造矽酸鹽之用的高純度黃金。煉製者不需要極高純度黃金的話，往往會使用密勒法。因其操作上相對容易，較快取得製成品。而且也不會用上大量沃爾威爾法進行時必定用到、作為電解質的氯金酸。雖然如此，密勒法在作業監管及安全問題方面需花大量功夫，諸如使用氯氣步驟中可能會涉及健康風險。加上產生出來的熔渣可還原的程度低，投入成本，包括廢氣處置設施又昂貴，致使密勒法成為非最佳但普遍的黃金精煉法。業界人士一般先進行密勒法處理由金礦開採出來的「多爾金條」，再用沃爾威爾法來提高對金純度的需求。